# Đại thánh
Đại thánh (chữ Hán: 大聖) là một từ cổ dùng để chỉ những người có siêu năng lực hoặc thánh nhân vĩ đại, tài đức hoàn toàn được nhắc tới trong các tôn giáo, tín ngưỡng. Danh hiệu này thường xuyên xuất hiện trong những câu chuyện và tiểu thuyết mang tính huyền huyễn, kỳ ảo.

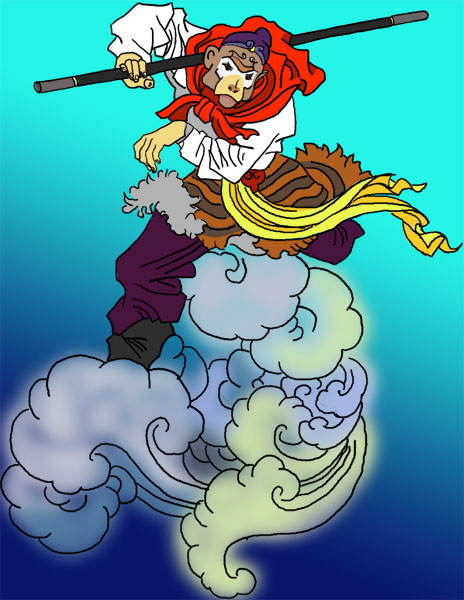
Tề Thiên Đại Thánh Tôn Ngộ Không

Siêu thực, siêu nhiên hoặc chỉ đơn thuần là chứa đựng nhiều sự phóng đại, hoa mỹ hóa.

## Thất Đại Thánh

### Tổng quan và danh sách
Trong bộ tiểu thuyết Tây Du Ký, một trong bốn tác phẩm kinh điển kiệt xuất nhất của nền văn học Trung Hoa, nhân vật Tôn Ngộ Không đã kết bái huynh đệ với sáu tên yêu vương (yêu ma). Cả bảy người đều tự xưng là đại thánh, gọi là Thất Đại Thánh.
| Số | Đại Thánh             | Hán tự   | Vương hiệu      | Hán tự | Bản thể      |
| -- | --------------------- | -------- | --------------- | ------ | ------------ |
| 1  | Bình Thiên Đại Thánh  | 平天大聖 | Ngưu Ma Vương   | 牛魔王 | Trâu         |
| 2  | Phúc Hải Đại Thánh    | 覆海大聖 | Giao Ma Vương   | 蛟魔王 | Giao long    |
| 3  | Hỗn Thiên Đại Thánh   | 混天大聖 | Bằng Ma Vương   | 鵬魔王 | Chim bằng    |
| 4  | Di Sơn Đại Thánh      | 移山大聖 | Sư Đà Vương     | 狮驼王 | Sư tử        |
| 5  | Thông Phong Đại Thánh | 通風大聖 | Di Hầu Vương    | 獼猴王 | Khỉ maca     |
| 6  | Khu Thần Đại Thánh    | 驅神大聖 | Ngu Nhung Vương | 禺狨王 | Khỉ lông dài |
| 7  | Tề Thiên Đại Thánh    | 齊天大聖 | Mỹ Hầu Vương    | 美猴王 | Khỉ          |

### Trong văn hóa đại chúng

#### Phim ảnh
- Bình Thiên đại thánh Ngưu Ma Vương

| # | Phim                               | Năm  | Thủ vai          | Định dạng   |
| - | ---------------------------------- | ---- | ---------------- | ----------- |
| 1 | Đại thoại Tây du 1                 | 1995 | Lục Thụ Minh     | Điện ảnh    |
| 2 | Đại thoại Tây du 2                 | 1995 | Lục Thụ Minh     | Điện ảnh    |
| 3 | Tề thiên đại thánh Tôn Ngộ Không   | 2002 | Hoàng Nhất Phi   | Truyền hình |
| 4 | Tây Du Ký                          | 2011 | Trần Chi Huy     | Truyền hình |
| 5 | Tây du ký: Đại náo Thiên cung      | 2013 | Quách Phú Thành  | Điện ảnh    |
| 6 | Đại thoại Tây du 3                 | 2016 | Trương Siêu      | Điện ảnh    |
| 7 | Đại thoại Tây du: Mối tình vạn năm | 2017 | Dương Quân Thừa  | Truyền hình |
| 8 | Hoa Du Ký                          | 2017 | Cha Seung Won    | Truyền hình |
| 9 | Đại Bát Hầu                        | 2018 | Vương Xuân Quang | Truyền hình |

- Hỗn Thiên đại thánh Giao Ma Vương
  - 《Tây Du Ký》(2010) do Vương Lực Khả thủ vai

#### Tiểu thuyết
Bằng Ma Vương xuất hiện trong bộ tiểu thuyết của nhà văn Nhật Bản Tarō Tatsunoko mang tên Mondaiji (2011), dưới tên gọi Hōmaō hoặc Houmaou và được mô tả là con gái của thần Karura. Tiểu thuyết được chuyển thể thành anime năm 2013.

## Thông Thiên Đại Thánh
Vào đời nhà Nguyên, tức trước khi có bộ tiểu thuyết Tây Du Ký hoàn chỉnh được viết bởi Ngô Thừa Ân, đã xuất hiện nhiều giai thoại xoay quanh nhân vật Tề Thiên Đại Thánh. Trong câu chuyện, Tề Thiên Đại Thánh có một người em trai tên là Thông Thiên Đại Thánh (通天大圣). Tại tỉnh Phúc Kiến, Trung Quốc tồn tại rất nhiều đền miếu thờ tự chung hai vị Tề Thiên Đại Thánh và Thông Thiên Đại Thánh, nổi bật nhất có miếu Song Thánh Bảo Sơn được khám phá vào năm 2018 bởi các nhà khảo cổ học và tìm được một ngôi mộ cổ, bên trong ngôi mộ có hai bài vị khắc tên của Tề Thiên Đại Thánh và Thông Thiên Đại Thánh.

## Thủy Viên Đại Thánh
Là danh xưng của Xích Khao Mã Hầu một trong tứ hầu gồm Thông Bích Viên Hầu, Lục Nhĩ Mỹ Hầu, Mỹ Hầu Vương, Xích Khao Mã Hầu. Sức mạnh của Thủy Viên Đại Thánh được coi là vô song và có khả năng khống chế nước điêu luyện nhờ việc đã tu luyện được Phật pháp và thành đạo.